# Cactoblastis cactorum
Espèce
Synonymes
- Zophodia cactorum

Cactoblastis cactorum, parfois appelé Pyrale du cactus ou Mite des cactus, est une espèce de lépidoptères (papillons)  originaire d’Amérique du Sud de la famille des Pyralidae. Il est devenu invasif dans de nombreux pays du monde, particulièrement en Amérique du Nord, après y avoir été introduit pour lutter contre le figuier de Barbarie. Quelle que soit sa forme, papillon ou chenille, il se nourrit de cactus de la famille des Opuntia.

## De son utilisation à son invasion
Il a été utilisé avec succès comme un agent de lutte biologique en Australie dans les années 1920 pour le contrôle de plusieurs espèces introduites d'Opuntias. Fort de ce succès australien il a été introduit dans d'autres parties du monde, dont l'Afrique du Sud en 1933, et Hawaï en 1950, puis dans les Caraïbes, sur Niévès en 1957 où il s'est pérennisé. Il a finalement réussi à gagner par voie aérienne ou sur des figuiers de Barbarie importés des Caraïbes, les Keys et le Mexique, où il menace les autres espèces de cactus. Il a été aperçu pour la première fois aux Keys en 1989, puis a agrandi son territoire vers le nord, le long des côtes de Floride, le long de l'Atlantique et du Golfe bien que des mesures de lutte aient été engagées.

## Alimentation
L'espèce peut se nourrir de tous les Opuntias. Ainsi aux États-Unis, 31 espèces dont 9 endémiques comme Opuntia corallicola en Floride sont menacées. L'insecte s'attaque aux 38 espèces de figuier de Barbarie mexicain qui couvre une superficie de 3 millions d’hectares. Or ces cactus nourrissent un très grand nombre d'espèces d'invertébrés, d'oiseaux, de chauve-souris ou de petits mammifères. En outre ces cactus offrent un refuge pour de nombreuses espèces. S'implantant dans des zones sèches au sol fragile, ces cactus contribuent au maintien des sols. Ces faits font de l'insecte un fléau. En effet la culture de certaines de ces espèces de cactus comme supplément alimentaire se classe au septième rang des cultures agricoles au Mexique, elle est jugée importante aussi bien économiquement que culturellement. Plus anecdotiquement, ces lépidoptères ravagent les cactus cultivés pour l'aménagement paysager, ce qui aurait coûté 14 millions d'USD par an à l'état d'Arizona. Le Mexique et les États-Unis collaborent donc pour empêcher l'extension de son aire de répartition vers l'ouest.
En 2006, la présence de l’insecte a été détectée à Isla Mujeres, au Mexique ce qui a donné lieu à une grande campagne d'éradication.

## Description

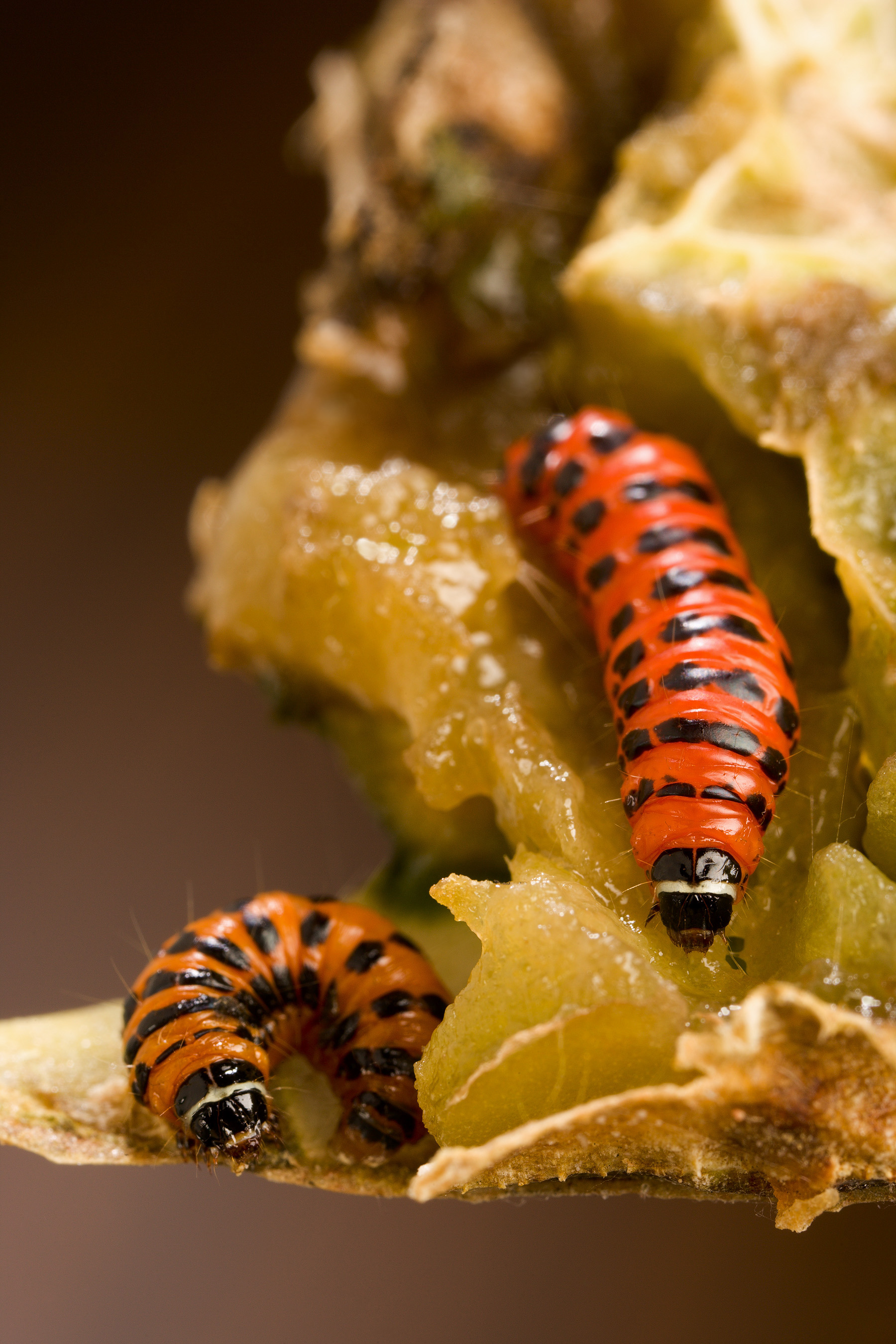
Larve de Cactoblastis cactorum.

Les imagos sont des papillons de nuit brun-gris typiques des Pyralidés. La chenille est très facilement reconnaissable avec des bandes noires alternant avec des bandes orange à rouges sur le corps.

## Cycle de vie
Avant le coucher du soleil, la femelle commence à libérer des phéromones sexuelles pour signaler aux mâle qu'elle est disposée à s'accoupler. Les mâles répondent et effectuent l'accouplement très rapidement. Après une période d'incubation, la femelle dépose 70 à 90 œufs en forme d'épine de cactus. Ces œufs se développent en 25 à 30 jours. Ils restent grégaires. Les larves se nourrissent, se développent, et finalement se laissent tomber sur le sol pour se métamorphoser. Les plantes infectées se repèrent par des stries jaunâtres et les dépôts d'excréments laissés par les larves.

## Cactoblastis cactorumet culture
À Dalby dans le Queensland en Australie, un monument a été élevé à la gloire de cet insecte dans un parc de la ville nommé parc de Myall Creek. Plusieurs autres bâtiments célèbrent l'insecte, comme à  Chinchilla toujours dans le Queensland.